# Церковь Троицы Живоначальной (Савицкое)
Церковь Троицы Живоначальной — православный храм Усманского благочиния Липецкой епархии. Расположена в селе Савицком Усманского района Липецкой области.

## История
Троицкая церковь в Савицком была построена в 1866 году тщанием прихожан. В 1876 году Троицкая церковь была приписной к Николаевской церкви села Нелжа. Церковь была тёплая, каменная, престолов два: главный — во имя Живоначальной Троицы и придельный — великомученицы Параскевы Пятницы. По данным за 1911 год, при церкви была смешанная церковно-приходская школа, церковно-приходское попечительство и церковная библиотека в 30 томов.
В 2011 году началось восстановление церкви.
17 сентября 2015 года, в день памяти святителя Иоасафа Белгородского и Собора Воронежских святых, митрополит Липецкий и Задонский Никон (Васин) совершил освящение престола храма в честь Святой Троицы.

## Фотографии

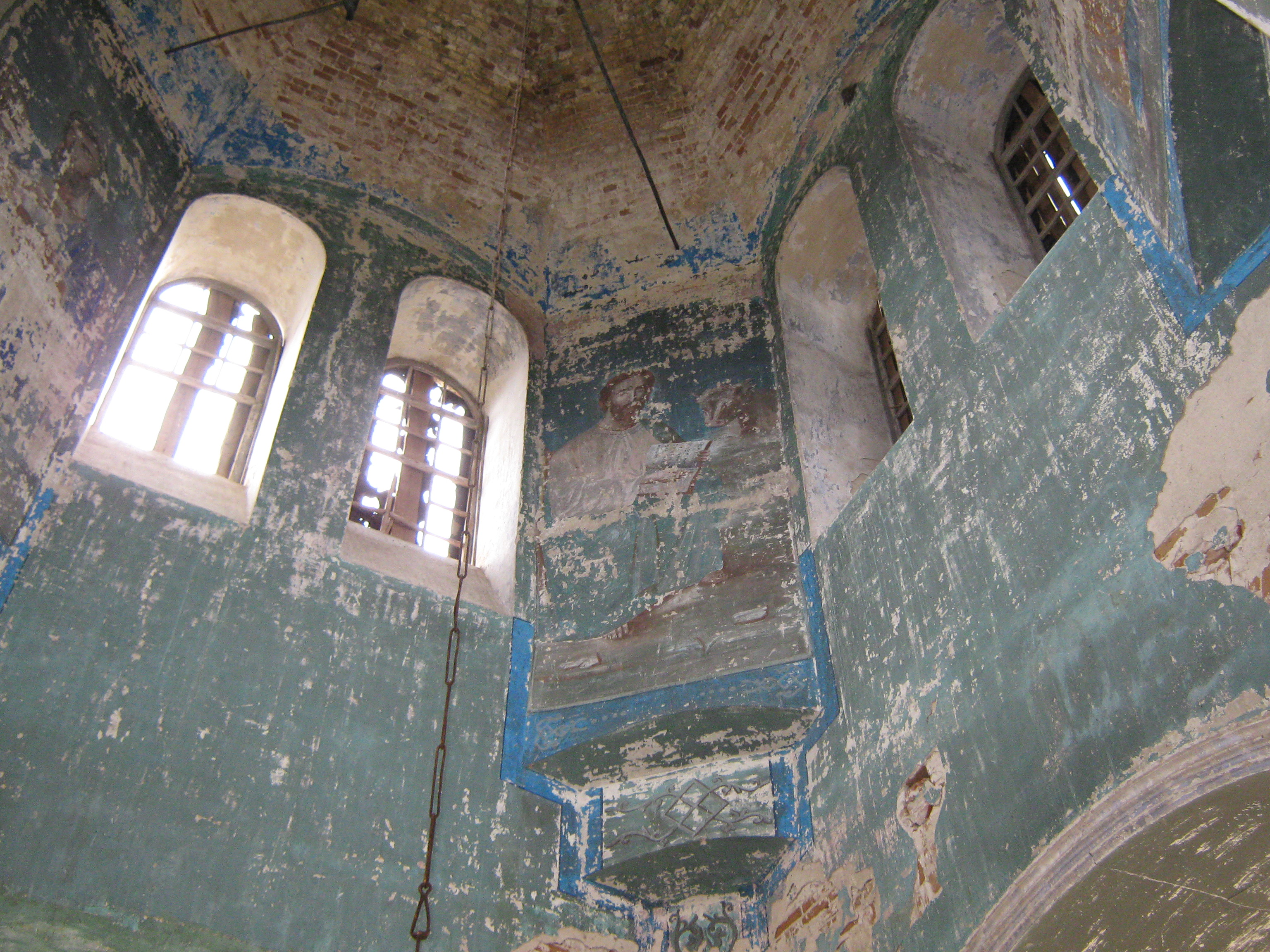
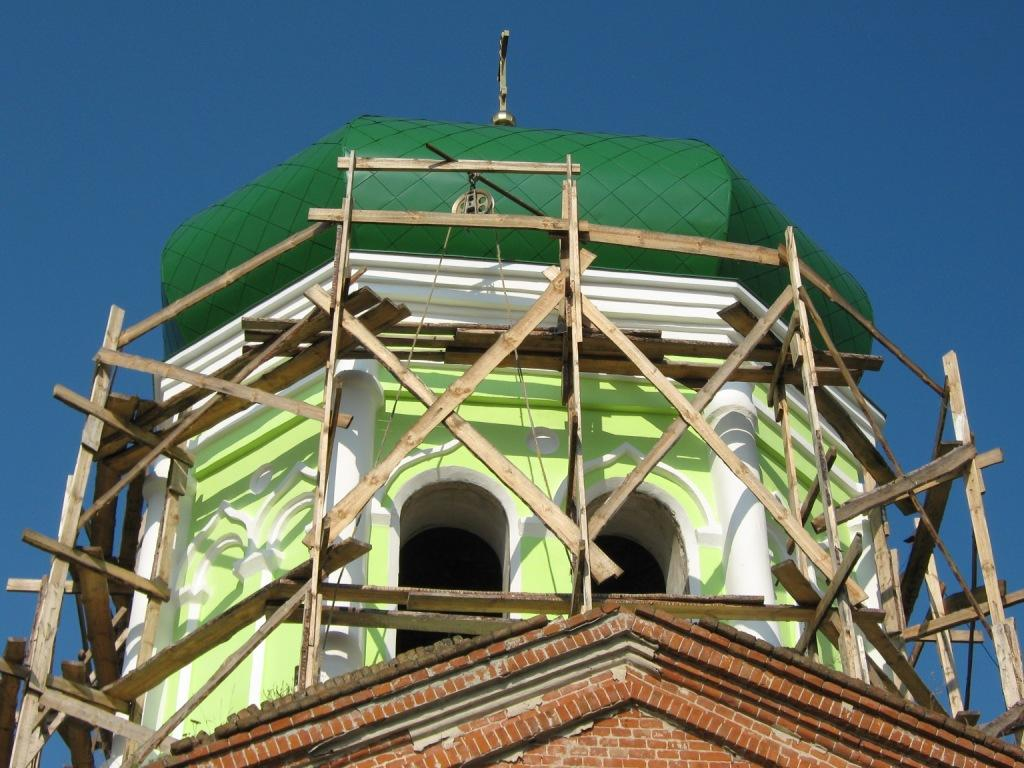
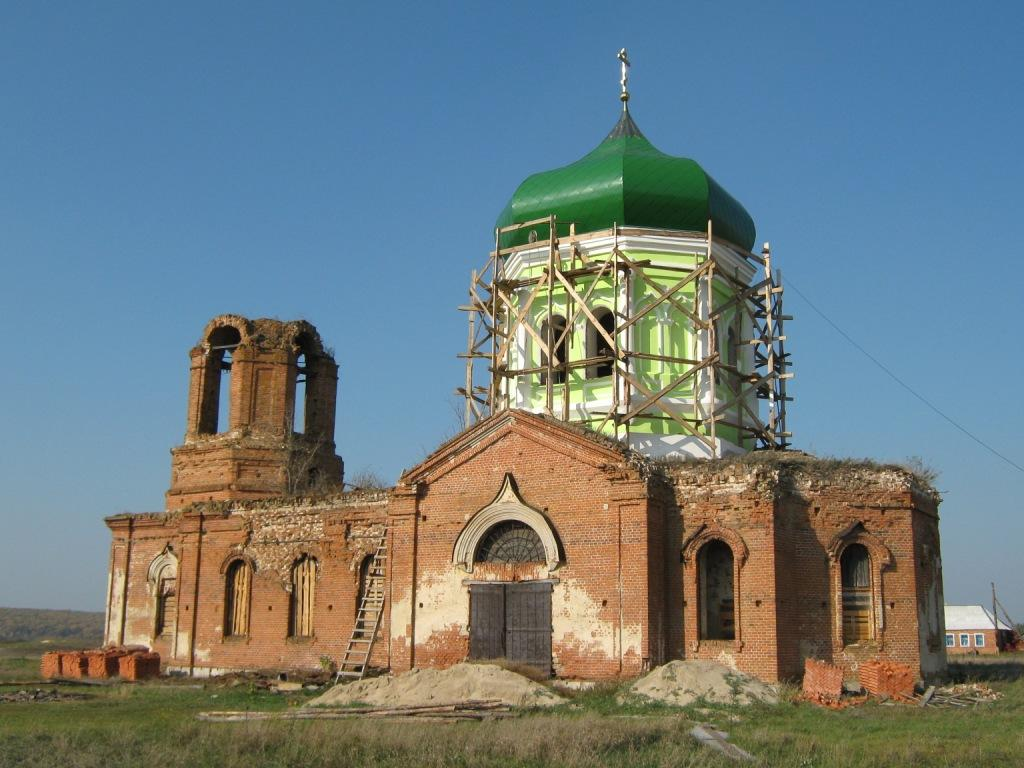
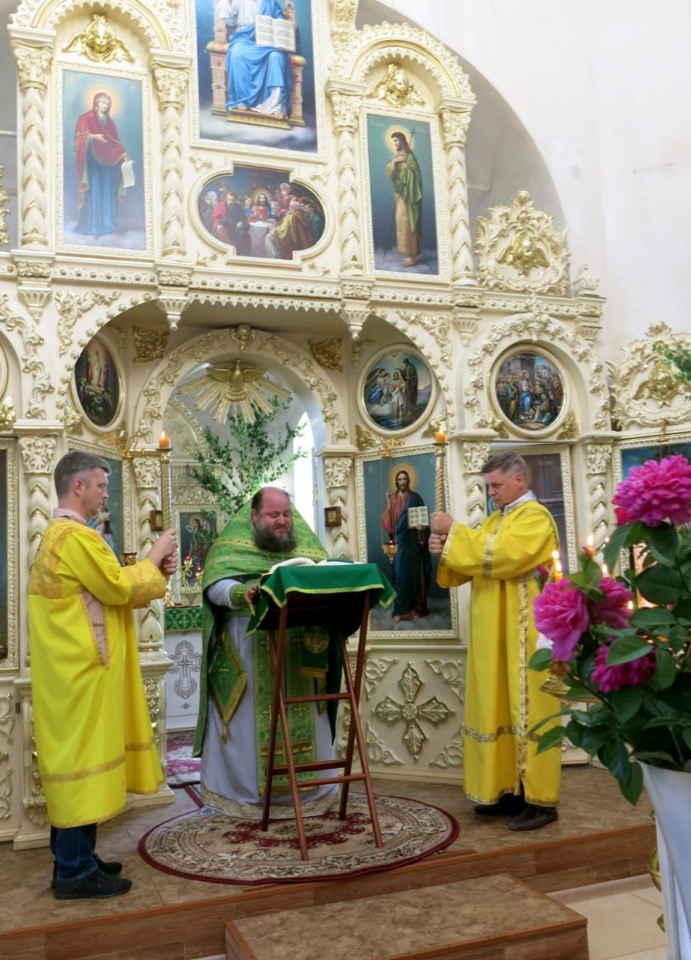
Настоятель церкви протоиерей Андрей Подгорный